# Đorđi Načevski
Gjorgji Načevski (makedonski: Ѓорѓи Начевски), makedonski međunarodni rukometni sudac.
Sudio na velikim športskim natjecanjima u paru sa sudcem Slavom (Slavkom) Nikolovim. Sudio na svjetskim prvenstvima u rukometu u Švedskoj 2011., Kataru 2015. godine i Francuskoj 2017. godine. 
Sudio na europskim prvenstvima u Srbiji 2012., Danskoj 2014., Poljskoj 2016. i Hrvatskoj 2018. godine.